# (7526) Ohtsuka
(7526) Ohtsuka est un astéroïde de la ceinture principale.

## Description
(7526) Ohtsuka est un astéroïde de la ceinture principale. Il fut découvert le 2 janvier 1993 à Oohira par Takeshi Urata. Il présente une orbite caractérisée par un demi-grand axe de 2,47 UA, une excentricité de 0,27 et une inclinaison de 4,2° par rapport à l'écliptique.

## Compléments